# AirPods Pro
AirPods Pro são fones de ouvido intra-auriculares sem fio Bluetooth projetados pela Apple, lançados inicialmente em 30 de outubro de 2019. Eles são os fones de ouvido sem fio de médio porte da Apple, vendidos ao lado dos AirPods de nível básico e dos AirPods Max de última geração. Os AirPods Pro usam o processador H1 encontrado nos AirPods de segunda geração, mas adicionam cancelamento de ruído ativo, modo de transparência, configuração automatizada de perfil de frequência, resistência à água IPX4, estojo de carregamento com carregamento sem fio e pontas de silicone intercambiáveis.

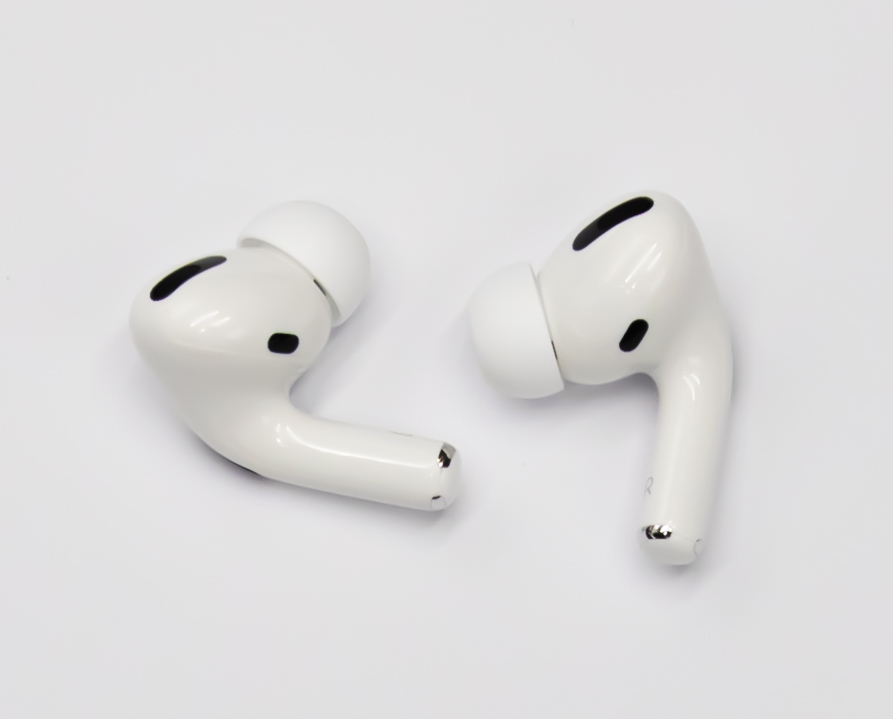
Um par de AirPods Pro

## Visão geral
A Apple anunciou o AirPods Pro em 28 de outubro de 2019 e os lançou dois dias depois, em 30 de outubro de 2019. Incluem recursos de AirPods padrão, como um microfone que filtra o ruído de fundo, acelerômetros e sensores ópticos que podem detectar pressionamentos na haste e no posicionamento no ouvido e pausa automática quando são retirados dos ouvidos. O controle por toque é substituído pressionando um sensor de força nas hastes. Eles são classificados como IPX4 para resistência à água.
O AirPods Pro usa o chip H1 também encontrado nos AirPods de segunda e terceira geração, que suporta "Hey Siri" de viva-voz. Têm cancelamento de ruído ativo, realizado por microfones que detectam o som externo e alto-falantes produzindo exatamente o "anti-ruído" oposto. O cancelamento de ruído ativo pode ser desativado ou alternado para o "modo de transparência" que ajuda os usuários a ouvir o ambiente. Os modos de cancelamento de ruído também podem ser alternados no iOS ou apertando as hastes dos AirPods usando o sensor de força.
O chip H1 está embutido em um sistema único em um módulo de pacote (SiP) que envolve vários outros componentes, como o processador de áudio e os acelerômetros.
A duração da bateria é equivalente à dos AirPods de segunda geração em cinco horas, mas o cancelamento de ruído ou o modo de transparência a reduzem para 4,5 horas devido ao processamento extra. O estojo de carregamento anuncia as mesmas 24 horas de tempo total de audição que o estojo padrão dos AirPods. Ele também possui compatibilidade de carregamento sem fio padrão Qi. Em outubro de 2021, a Apple atualizou o estojo de carregamento incluído com o MagSafe. Assim como os AirPods, os AirPods Pro receberam críticas pela duração da bateria.

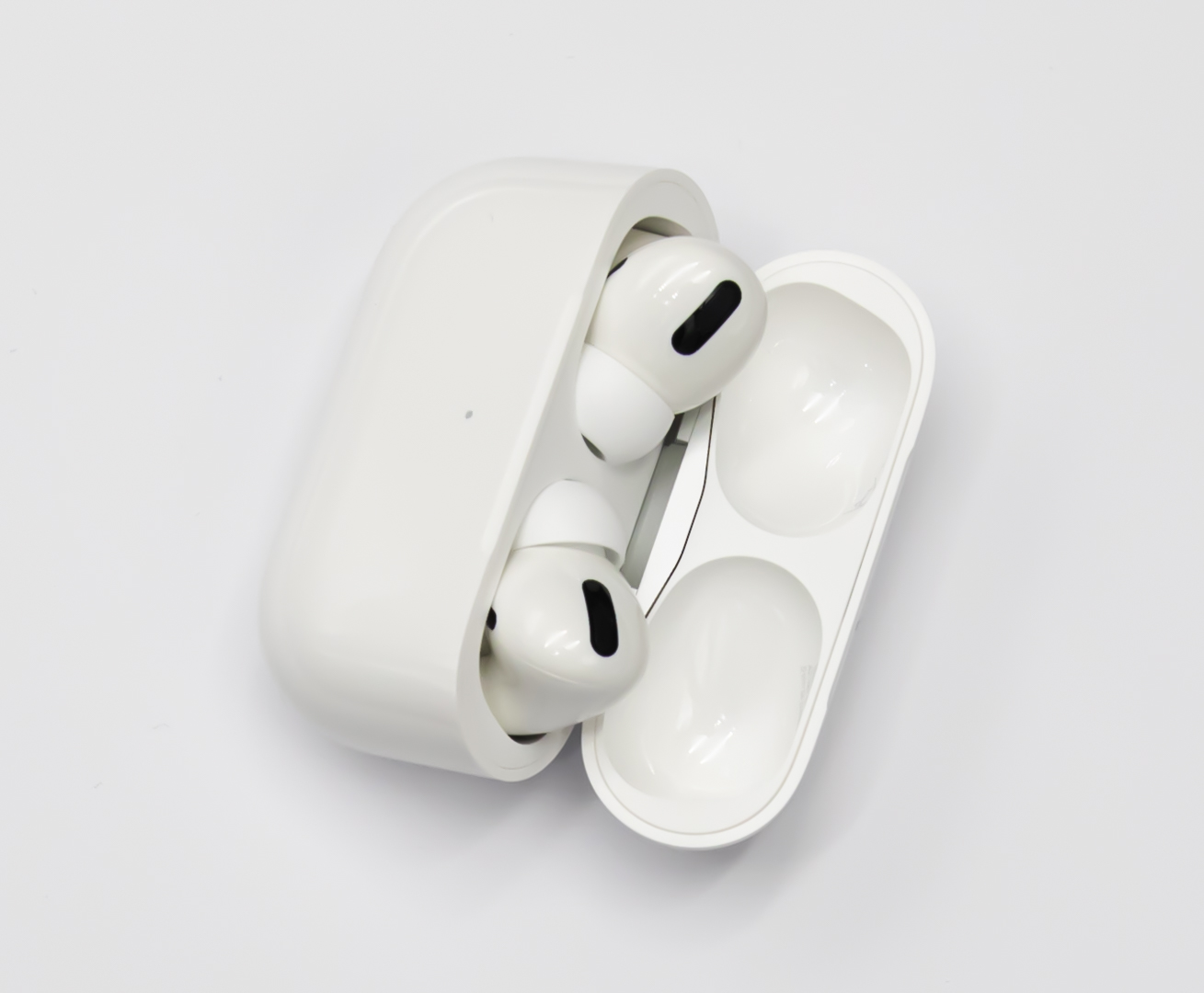
AirPods Pro no estojo de carregamento

Os AirPods Pro vêm com três tamanhos de pontas de silicone. Existe um teste de software no iOS chamado Ear Tip Fit Test que "[verifica] o ajuste das pontas dos seus AirPods para determinar qual tamanho fornece a melhor vedação e desempenho acústico" para garantir um ajuste correto, bem como um recurso chamado " Adaptive EQ" que ajusta automaticamente o contorno da frequência, alegadamente para corresponder melhor ao formato da orelha do usuário. A partir do início de 2020, a Apple começou a vender substituições de pontas para AirPods Pro em seu site.
Com iOS 14 e iPadOS 14, a Apple adicionou um modo de áudio espacial projetado para simular som surround 5.1. Os aplicativos compatíveis incluem o aplicativo Apple TV, Disney+, HBO Max e Netflix. O áudio espacial requer um iPhone ou iPad com processador Apple A10 ou mais recente. O tvOS 15 trouxe áudio espacial para a Apple TV 4K.
O iOS 14 também adicionou a capacidade de aplicar acomodações de fone de ouvido ao modo de transparência, permitindo que o AirPods Pro atue como aparelhos auditivos rudimentares. Em outubro de 2021, um novo modo de reforço de conversa foi adicionado como uma personalização do modo de transparência regular. Aumenta as vozes acima do ruído de fundo e da música.

## Compatibilidade
O suporte para AirPods Pro foi adicionado no iOS 13.2, watchOS 6.1, tvOS 13.2 e macOS Catalina 10.15.1. Eles são compatíveis com qualquer dispositivo que suporte Bluetooth, incluindo dispositivos Windows e Android, embora alguns recursos, como a alternância automática entre dispositivos, estejam disponíveis apenas em dispositivos Apple usando o serviço iCloud.